# Beirut-Marathon

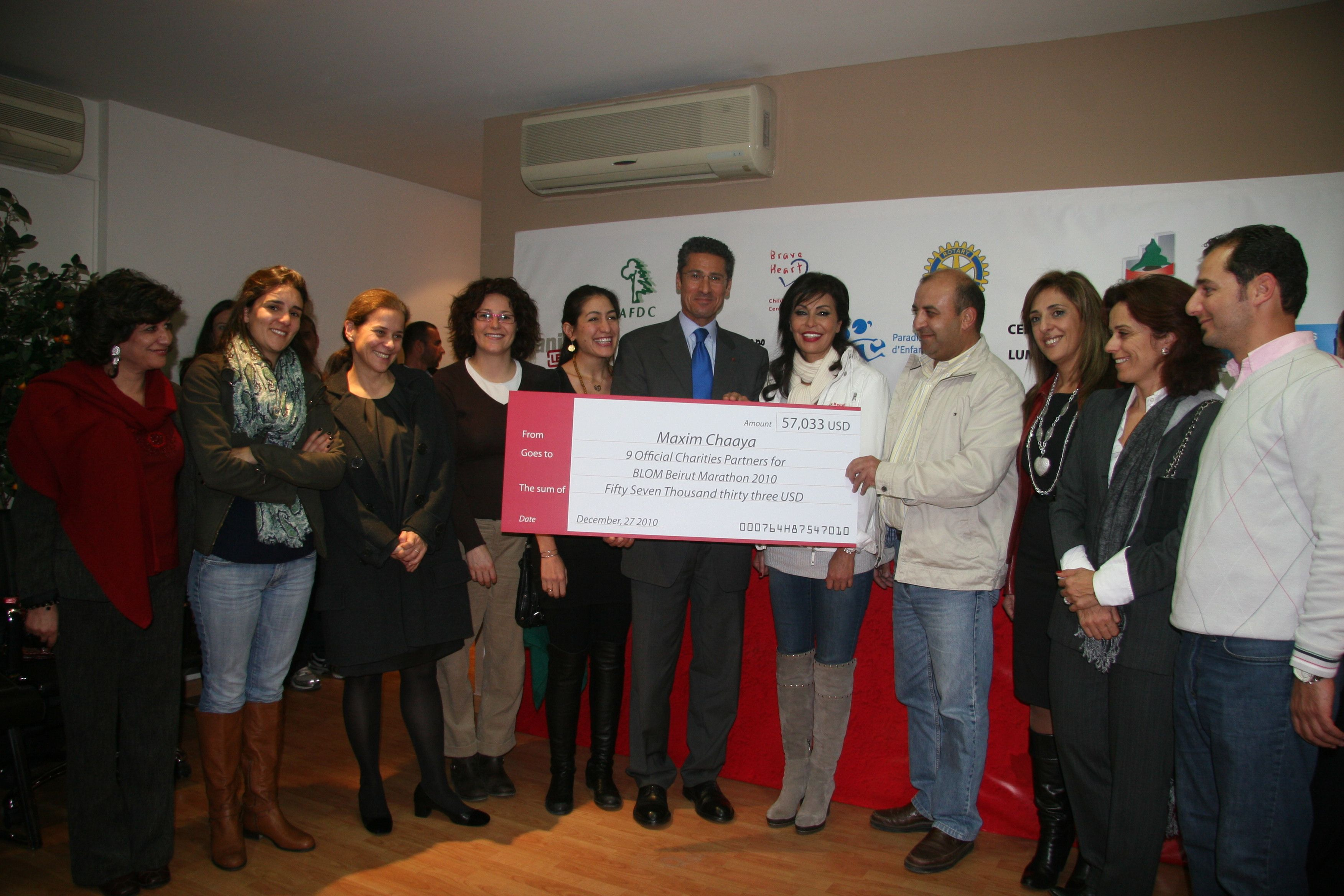
2010 übergaben Botschafter von sieben Nationen einen Spendenscheck an die Organisatorin May El-Khalil (5.v.r.).

Der Beirut-Marathon (BLOM) ist ein Marathonlauf, der seit 2003 in Beirut stattfindet. Er wird von der Beirut Marathon Association organisiert, einer regierungsunabhängigen Non-Profit-Organisation. Zum Programm gehören auch ein Zehn-Kilometer-Lauf sowie Rennen für Rollstuhlfahrer über die Marathondistanz und über zehn Kilometer. Der Lauf findet meist im November statt.

## Geschichte
Der Lauf wurde von May El-Khalil ins Leben gerufen, die ihr Ziel, einen Marathon in Beirut auf die Beine zu stellen, verwirklichte, obwohl sie 2001 beim Training von einem Minibus überfahren und schwer verletzt wurde. Bis heute ist sie die Organisationsleiterin. Die Gründerin wurde 2011 mit dem Laureus Sport for Good Award ausgezeichnet.
2006 wurde der Lauf nach dem Attentat auf Pierre Gemayel junior um eine Woche verschoben. 2010 gab es ein Drei-Kilometer-Rennen für Parlamentarier, an dem Vertreter rivalisierender Parteien teilnahmen, und Premierminister Saad Hariri startete über zehn Kilometer. Ebenso nahmen 35 Botschafter verschiedener Länder sowie Mitglieder der UN-Truppen an dem Lauf teil. Hussein Awadah stellte als Siebter mit 2:20:31 h einen libanesischen Rekord auf.
Seit 2014 wird der Marathon in Beirut unter dem IAAF Silver Label Road Races durchgeführt.

## Strecke
Der Start ist seit 2011 auf der Wafic-Sinno-Straße. Zunächst geht es auf der Paris Avenue entlang dem Mittelmeer in den Westteil der Stadt, danach über den Saeb Salam Boulevard zur Pferderennbahn, wo eine Schleife in Richtung Süden absolviert wird. Östlich des Horch-Parks kehrt man zur Pferderennbahn zurück. Im Zickzackkurs geht es nach Nordosten in den Vorort Bourj Hammoud. Parallel zur Küste schließt sich eine ostwärts führende Wendepunktstrecke an. In Antelias, bei km 33, macht man kehrt und folgt nun der Küste westwärts bis zum Ziel auf dem Platz der Märtyrer.
Die Strecke ist flach, jedoch macht vielen Läufern die schwüle Hitze zu schaffen, derentwegen der Start schon um 7 Uhr morgens angesetzt ist.

## Statistik

### Siegerliste
| Datum         | Männer                       | Zeit (h)    | Frauen                      | Zeit (h)    |
| ------------- | ---------------------------- | ----------- | --------------------------- | ----------- |
| 19. Okt. 2003 | Paul Rugut (KEN)             | 2:17:04     | Wioletta Uryga (POL)        | 2:42:27     |
| 10. Okt. 2004 | Eshetu Bekele (ETH)          | 2:17:31     | Anastasia Ndereba (KEN)     | 2:36:46     |
| 13. Nov. 2005 | Francis Kamau (KEN)          | 2:19:20     | Jane Omoro (KEN)            | 2:42:19     |
| 3. Dez. 2006  | Moses Kemboi (KEN)           | 2:17:28     | Eunice Jepkoech Korir (KEN) | 2:49:25     |
| 18. Nov. 2007 | Tamrat Elanso (ETH)          | 2:19:46     | Gemilu Adanech (ETH)        | 2:41:24     |
| 30. Nov. 2008 | Alemayehu Shumye (ETH)       | 2:12:47     | Alemtsehay Hailu (ETH)      | 2:37:20     |
| 6. Dez. 2009  | Mohammed Temam (ETH)         | 2:16:12     | Mihret Tadesse (ETH)        | 2:42:41     |
| 7. Nov. 2010  | Mohammed Temam (ETH)         | 2:16:43     | Etaferahu Tarekegne (ETH)   | 2:41:15     |
| 27. Nov. 2011 | Tariku Jufar (ETH)           | 2:11:14     | Seada Kedir (ETH)           | 2:31:38     |
| 11. Nov. 2012 | Kedir Fekadu (ETH)           | 2:12:57     | Seada Kedir (ETH)           | 2:35:08     |
| 10. Nov. 2013 | William Kipsang (KEN)        | 2:13:34     | Rehime Kedir Robel (ETH)    | 2:36:47     |
| 9. Nov. 2014  | Fikadu Girma (ETH)           | 2:12:28     | Mulahabt Tsega (ETH)        | 2:29:12     |
| 8. Nov. 2015  | Jackson Limo Kibet (KEN)     | 2:11:04     | Kaltoum Bouaasayriya (MAR)  | 2:36:05     |
| 13. Nov. 2016 | Edwin Kibet Kiptoo (KEN)     | 2:13:19     | Tigist Girma (ETH)          | 2:32:48     |
| 12. Nov. 2017 | Dominic Ruto (KEN)           | 2:10:41     | Eunice Chumba (BHR)         | 2:28:38     |
| 11. Nov. 2018 | Mohamed Reda el-Aaraby (MAR) | 2:10:41     | Medine Deme Armino (ETH)    | 2:29:30     |
| 10. Nov. 2019 | ausgefallen                  | ausgefallen | ausgefallen                 | ausgefallen |
| 11. Nov. 2020 | ausgefallen                  | ausgefallen | ausgefallen                 | ausgefallen |
| 14. Nov. 2021 | Toni Hanna (LIB)             | 2:33:03     | Chirine Njeim (LIB)         | 3:00:18     |
| 13. Nov. 2022 | Mitku Dekeba (ETH)           | 2:14:21     | Mulugojam Ambi (ETH)        | 2:28:57     |
| 14. Nov. 2023 | Gaddisa Dekeba (ETH)         | 2:10:34     | Mulugojam Ambi (ETH)        | 2:27:48     |

## Entwicklung der Finisherzahlen
| Jahr | Marathon | davon Frauen | 10 km | davon Frauen |
| ---- | -------- | ------------ | ----- | ------------ |
| 2010 | 347      | 56           | 7615  |              |
| 2011 | 422      | 73           | 6439  | 2760         |